# Branding- of surfkanoën
Brandingkanoën is een tak van de kanosport. Brandingkanoën wordt op zee gedaan, dicht bij de kust en in de branding, waar de golven omslaan, breken. Het doel van brandingkanoën is om op een golf mee te surfen naar de kant. Surfkanoën is hetzelfde als brandingkanoën, alleen wordt gebruikgemaakt van een ander soort kano. De kano die wordt gebruikt bij surfkanoën is langer en sneller dan de kano die bij brandingkanoën wordt gebruikt. Zo kan de kanoër voor de golf uit blijven surfen.
Beginnende vaarders kunnen het best in Sit-on-top kajaks varen, waarbij je anders dan in een normale kajak op de boot zit. Bij omslaan is er geen risico dat je ondersteboven in de boot vast blijft zitten en is het mogelijk er eenvoudig weer op te klimmen. De sit-on-top kajak kan niet vollopen met water. Gevorderde kanoërs kunnen naast het surfen op een golf met een speciale freestylekajak ook nog allerlei trucs doen, zoals een blunt, helix en donkey flip.